# Vita Constantini
De Vita Constantini – panegiryk na cześć Konstantyna I Wielkiego, w czterech księgach, autorstwa jego zaufanego współpracownika Euzebiusza z Cezarei, który znał wiele szczegółów wewnętrznych dotyczących polityki cesarza wobec państwa, jak i wobec Kościoła. W czasie posiedzeń soboru nicejskiego (325) Euzebiusz siedział po prawicy tronu cesarskiego, wywarł też decydujący wpływ na prace soboru nad ułożeniem symbolu wiary i przywróceniem jedności w Kościele powszechnym. 
Dzieło zostało napisane po śmierci cesarza, jest napisane w stylu panegirycznym, toteż przesadnie eksponuje zalety cesarza, pomijając jego negatywne cechy.
Możliwe że część dzieła nie została napisana przez Euzebiusza z Cezarei, lecz przez jego następcę Akacjusza.

## Wydania
- Przekład polski: Życie Konstantyna. Teresa Wnętrzak (wstęp, tłumaczenie, przypisy). Kraków: Wydawnictwo WAM, 2007, s. 248, seria: Źródła Myśli Teologicznej 44. ISBN 978-83-7318-952-2.